# Lijst van Geleners
Dit is een alfabetische lijst van Geleners. Het betreft personen die geboren zijn in de Nederlandse plaats Geleen (gemeente Sittard-Geleen in de provincie Limburg).

## Lijst
- Alfons Baggen (1862-1937), beeldhouwer
- Maaike Bouwer (1988), handbalster
- Benjamin van den Broek (1987), voetballer
- Ton Caanen (1966), voetballer en voetbaltrainer
- Guus Cantelberg (1939), handballer, handbalcoach
- Desirée Comans (1986), handbalster
- John Fredrix (1945-2008), profvoetballer
- Rick Geenen (1988), profvoetballer
- Maarten van der Grinten (1963), jazzgitarist en -componist
- Max Hermans (1974), politicus (LPF)
- Myrthe Hilkens (1979), journaliste, publiciste en politica (PvdA)
- Eric van Hoof (1975), dichter en oprichter Dichter Bij Jou
- Sef Horsels (1944-2021), voetballer
- Wil Jacobs (1960), handballer, handbalcoach
- Katie Koss (1995), singer-songwriter
- Pierre Kerkhoffs (1936-2021), profvoetballer
- Piet Kivit (1947-2018), handballer, handbalcoach
- Annie Kusters (1939-2021), handbalster
- Paul Kusters (1966), cartoonist, beeldend kunstenaar
- Marlies de Loo (1945), politica (CDA)
- Paul van Loon (1955), schrijver van kinderboeken
- Johan van der Meer (1954), wielrenner
- Jean Nelissen (1936-2010), sportjournalist en tv-verslaggever
- Cyrille Offermans (1945), essayist en literatuurcriticus
- Maartje Paumen (1985), hockeyster
- Bertha Paulissen-Willen (1922-2002), wethouder
- Jo Pepels (1943), voetballer
- Gabriëlle Popken (1983), politica (PVV)
- Leo Raats (1944-1969), voetballer
- Jo Ramakers (1938), beeldhouwer
- Ton Raven (1957), politicus (Stadspartij en OSF)
- Gabrie Rietbroek (1945), handballer, handbalcoach
- Pim Rietbroek (1942), handballer, handbalcoach
- Roel Rothkrans (1979), handballer
- Humphrey Rudge (1977), voetballer
- Guido Savelkoul (1972), triatleet
- Arthur Schrijnemakers (1917-2015), filosoof, psycholoog, historicus, schrijver
- Sam Schröder (1999), rolstoeltennisser
- Ingrid Segers (1963), handbalster. handbalcoach
- René Shuman (1967), zanger, gitarist en producer
- Marijn Simons (1982), componist, violist en dirigent
- Inger Smits (1994), handbalster
- Jorn Smits (1992), handballer
- Kay Smits (1997), handballer
- Leon Verdonschot (1973), presentator en journalist
- Joost Vergoossen (1967), gitarist (o.a. Kayak, Het Goede Doel)
- Chief Wauben (1919-2014), handbaltrainer
- Jos Willems (1948), beeldhouwer
- Rein Willems (1945), politicus (CDA)
- Wil Willems (1944-2011), atleet
- Sjoerd Winkens (1983), voetballer
- Rob van der Zwaag (1962), politicus (CDA)